# Arlette: en historie vi aldrig må glemme
Arlette: en historie vi aldrig må glemme er en dansk portrætfilm fra 2017 instrueret af Thomas Kvist Christiansen.

## Handling
En dokumentarfilm om den fransk fødte jødiske kvinde, Arlette Andersen, der på mirakuløs vis - og med en ukuelig tro på livet og håbet om, at alt ville blive godt igen - overlevede Holocaust og et års fangenskab i nazisternes Auschwitz. Som en af blot få tusinde franske jøder undgik Arlette døden under det industrialiserede massemord på seks millioner jøder under 2. verdenskrig. Filmen er bygget over et af Arlettes 426 populære foredrag gennem 25 år. Det er en film med en mission og et håb om, at det aldrig må ske igen, og at vi aldrig må glemme Auschwitz og Holocaust.